# Michael Barne
Michael Barne (Beccles, 1877 – 31 maggio 1961) è stato un militare ed esploratore britannico.
È stato l'ultimo sopravvissuto della spedizione Discovery.

## Formazione
Nato a Sotterley Park, Beccles, nel Suffolk nel 1877 ed educato alla Stubbington School in preparazione ad una carriera nella Royal Navy, entra in servizio come aspirante guardiamarina nel 1893. Nel 1898 viene promosso a ufficiale ed assegnato alla HMS Porcupine.

## Spedizione Discovery
Nel 1901 viene selezionato da Robert Falcon Scott come secondo tenente della spedizione Discovery diretta in Antartide. Pur colpito da un principio di congelamento Barne prende numerosi appunti durante i tre anni nella spedizione sia riguardanti l'andamento generale della missione che il magnetismo, la sua specializzazione. Scott ne apprezza particolarmente la capacità di stemperare le crescenti tensioni nel gruppo. Gli è stato intitolato il ghiacciaio Barne, localizzato a 80°15′S 15°00′W nella parte occidentale della barriera di Ross e da lui esplorato durante la permanenza in Antartide. Per il suo contributo alla ricerca è stato insignito della medaglia polare.

## Dopo l'Antartide
Sposatosi poco dopo il ritorno in Inghilterra, Barne torna in servizio attivo al comando della Coquette, ma continua a corrispondere con Scott riguardo alle modalità di trasporto in Antartide in vista di future spedizioni. Durante la prima guerra mondiale viene insignito del Distinguished Service Order come comandante del Monitor M27. Ritiratosi nel 1919 con il grado di capitano, torna in servizio nella seconda guerra mondiale come comandante di un pattugliatore anti-sommergibili.

## Ascendenza
|                                                |                |                                              | Genitori                             |  |  | Nonni |  |  | Bisnonni      |  |  | Trisnonni   |  |
|                                                |                |                                              |                                      |  |  |       |  |  | Michael Barne |  |  | Miles Barne |  |
|                                                |                |                                              |                                      |  |  |       |  |  | Michael Barne |  |  | Miles Barne |  |
|                                                |                | Mary Thornhill                               |                                      |  |  |       |  |  | Michael Barne |  |  |             |  |
| Frederick Barne                                |                |                                              |                                      |  |  |       |  |  | Michael Barne |  |  |             |  |
|                                                |                | Mary Boucherett                              | Ayscoghe Boucherett                  |  |  |       |  |  |               |  |  |             |  |
|                                                |                | Mary Boucherett                              | Ayscoghe Boucherett                  |  |  |       |  |  |               |  |  |             |  |
|                                                |                | Mary Boucherett                              | Mary White                           |  |  |       |  |  |               |  |  |             |  |
| Frederick St John Barne                        |                | Mary Boucherett                              |                                      |  |  |       |  |  |               |  |  |             |  |
|                                                |                | John Courtenay Honywood, V baronetto         | John Honywood, IV baronetto          |  |  |       |  |  |               |  |  |             |  |
|                                                |                | John Courtenay Honywood, V baronetto         | John Honywood, IV baronetto          |  |  |       |  |  |               |  |  |             |  |
|                                                |                | John Courtenay Honywood, V baronetto         | Frances Courtenay                    |  |  |       |  |  |               |  |  |             |  |
| Mary Anne Elizabeth Honywood                   |                | John Courtenay Honywood, V baronetto         |                                      |  |  |       |  |  |               |  |  |             |  |
|                                                |                | Mary Anne Cooper                             | William Henry Cooper                 |  |  |       |  |  |               |  |  |             |  |
|                                                |                | Mary Anne Cooper                             | William Henry Cooper                 |  |  |       |  |  |               |  |  |             |  |
|                                                |                | Mary Anne Cooper                             | Isabella Bell Franks                 |  |  |       |  |  |               |  |  |             |  |
| Michael Barne                                  |                | Mary Anne Cooper                             |                                      |  |  |       |  |  |               |  |  |             |  |
|                                                | George Seymour | Hugh Seymour                                 |                                      |  |  |       |  |  |               |  |  |             |  |
|                                                | George Seymour | Hugh Seymour                                 |                                      |  |  |       |  |  |               |  |  |             |  |
|                                                | George Seymour | Anne Horatia Waldegrave                      |                                      |  |  |       |  |  |               |  |  |             |  |
| Francis Seymour-Conway, V marchese di Hertford | George Seymour |                                              |                                      |  |  |       |  |  |               |  |  |             |  |
|                                                |                | Georgiana Berkeley                           | George Cranfield Berkeley            |  |  |       |  |  |               |  |  |             |  |
|                                                |                | Georgiana Berkeley                           | George Cranfield Berkeley            |  |  |       |  |  |               |  |  |             |  |
|                                                |                | Georgiana Berkeley                           | Emilia Lennox                        |  |  |       |  |  |               |  |  |             |  |
| Constance Adelaide Seymour-Conway              |                | Georgiana Berkeley                           |                                      |  |  |       |  |  |               |  |  |             |  |
|                                                |                | David William Murray, III conte di Mansfield | David Murray, II conte di Mansfield  |  |  |       |  |  |               |  |  |             |  |
|                                                |                | David William Murray, III conte di Mansfield | David Murray, II conte di Mansfield  |  |  |       |  |  |               |  |  |             |  |
|                                                |                | David William Murray, III conte di Mansfield | Louisa Cathcart                      |  |  |       |  |  |               |  |  |             |  |
| Emily Murray                                   |                | David William Murray, III conte di Mansfield |                                      |  |  |       |  |  |               |  |  |             |  |
|                                                |                | Frederica Markham                            | William Markham, arcivescovo di York |  |  |       |  |  |               |  |  |             |  |
|                                                |                | Frederica Markham                            | William Markham, arcivescovo di York |  |  |       |  |  |               |  |  |             |  |
|                                                |                | Frederica Markham                            | Sarah Goddard                        |  |  |       |  |  |               |  |  |             |  |
|                                                |                | Frederica Markham                            |                                      |  |  |       |  |  |               |  |  |             |  |